# 업턴파크 FC
업턴파크 FC(Upton Park Football Club)는 19세기 말과 20세기 초 런던 업턴파크의 아마추어 축구단으로 지금은 없어졌다. 구단은 1871년 제1회 FA컵에 참가한 15개 팀 중 하나일 뿐만 아니라  1900년 최초의 올림픽 축구 토너먼트에서 영국을 대표하여 우승하기도 했다.